# Дьяков, Фёдор Григорьевич
Федор Григорьевич Дьяков (29 февраля 1924 год — 5 октября 2009) — народный художник Российской Федерации (2005), заслуженный художник Российской Федерации (1999). Ветеран Великой Отечественной войны.

## Биография
Федор Дьяков родился 29 февраля 1924 года на хуторе Атаманском Тарасовского района Ростовской области.
Его отец Григорий Дмитриевич Дьяков был полным георгиевским кавалером. После того, как семью раскулачили, их сослали вначале в Пермскую, позднее в Свердловскую область. Отца арестовали, затем расстреляли. Помимо Федора, в семье было еще трое детей — Мария, Пётр и Александр. Им удалось вернуться обратно домой в Ростовскую область.
В период войны Федор Дьяков строил железнодорожные мосты. Был награжден медалями «За победу над фашистской Германией в Великой Отечественной войне 1941—1945 годов» и «За оборону Кавказа». После окончания войны приехал в Черновцы. В 1948 году он познакомился с художником Владимиром Николаевичем Семашкевичем, который руководил Черновицкой организацией Союза художников СССР. Он стал первым учителем Федора Дьякова, под руководством которого тот стал заниматься рисунком и живописью. В 1950 году Федор Дьяков впервые стал участником Черновицкой областной художественной выставки.
С 1950-х годах начал участвовать в художественных выставках, его работы принимали участие в выставках в США, Японии и Германии.
После обучения в Черновцах, он сдал экзамены и поступил в Ростовское художественное училище. Его педагогами были С. Скопцова, А. Кулагина, Т. Семёнова. В 1955 году окончил его с отличием. Дипломной работой стала картина «Донские рыбаки». После училища, год работал в школе учителем рисования и черчения в посёлке Глубокий.
В 1967 году он стал членом Союза художников СССР и стал первым художником, живущим на Камчатке, которого приняли в организацию. В 1987—1990 годах был председателем Камчатской организации Союза художников России.
В 1995 году в институте вулканологии в городе Петропавловске-Камчатском состоялась персональная выставка Федора Дьякова под названием «У подножия вулкана».
В 1999 году он написал книгу «Жизнь моя — земля Камчатская». Работы Федора Дьякова закупались дирекцией художественных выставок СХ РСФРСР и Министерством культуры РФ. Ему присвоили звание «Заслуженного художника Российской Федерации».
В 2005 году он получил звание «Народного художника Российской Федерации».
Основной темой пейзажей в творчестве художника был север, также рисовал натюрморты.
Творчество художника Федора Дьякова положено в основу создания трех фильмов: «Жизнь моя — земля Камчатская», «Палитра художника Дьякова», «Песни моей матери».
Федор Дьяков умер 5 октября 2009 года.

## Произведения
- «По Камчатке»;
- «Земля цветёт»;
- «Охотское побережье»;
- «Оленеводы. Отдых в пути»;
- «По весенней тундре»;
- «Вид на Ганалы»;
- «Церковь над бухтой»[5].
- «Колхозный флот»;
- «Время лова корюшки»;
- «Ледоход на Вывенке»;
- «Толмачевский каскад»;
- Утро в Долине Гейзеров";
- «Птичий базар. Командоры»;
- «Натюрморт с корюшкой»;
- «Рыбацкий натюрморт»[3].